# لاندسات 1
لاندسات 1 (بالإنجليزية: Landsat 1)‏ هو أول قمر صناعي أطلقته مؤسسة ناسا الأمريكية، وقد تم إطلاقه في 23 يوليو عام 1972.

## تاريخ الانطلاق
بدأ برنامج لاندسات متزامنا مع برنامج أبولو منذ عام 1960 حينما التقطت أول صور لسطح الأرض من الفضاء. وفي عام 1965 افصح مدير المصلحة الجيولوجية الأمريكية أنذاك «وليام بيكورا» عن اقتراح بصدد إنشاء برنامج لاستطلاع الأرض من الفضاء، بغرض التعرف على المصادر الطبيعية للأرض. وفي نفس الوقت بدأت ناسا في ابتكار أجهزة للقياس وضعتها أولا على متن طائرات للقيام بالقياسات. وفي عام 1970 حصلت ناسا على تصريح ببناء قمر صناعي. وبعد هذا التصريح بسنتين أرسلت ناسا «لاندسات 1» إلى الفضاء للقيام بالقياس.

## خصائصه
سمّي بدايةً ERTS 1 برنامج تكنلوجيا الاقمار الاصطناعيه لدراسة الموارد الارضيه.(أفرقة خبراء الاستعراض) كانت مراقبة الاقمار الصناعية للأرض هي الأولى لتكون بداية لدراسة ورصد كوكب الأرض. وكانت المركبة الفضائية أفرقة خبراء الاستعراض تمثل الخطوة الأولى في دمج الفضاء وتكنولوجيا الاستشعار عن بعد في نظام حصر وإدارة موارد الأرض، حيث تم اطلاقه في مدار متزامنا مع الشمس على ارتفاع 919 كم، ليقوم بتغطية سطح الكرة الأرضية كل 18 يوماً عن طريق الطيران في مسارات مائلة بزاوية مقدارها 9 درجات على المحور العمودي على مستوى الأرض. وللاداء والرصد تم استخدام أجهزة استشعار الماسح المتعدد الاطياف MSS وأجهزة آلات التصوير التلفزيونية فيديوكون اونظام فيديو الإشعاع المرتد (بالإنجليزية: RBV Return Beam Vidicom)‏. وتزن كتلة لاندسات 1 ما يقارب 1800 كيلوغرام أي ما يعادل 4000 رطل.، ويبلغ ارتفاع مدار منصات هذا النظام 705 قدم فوق سطح الأرض.وانتهي العمل به في 6 يناير 1978.

## الخصائص الطيفية
الطيفيه المنطقة
- الاخضر 0.5ـ0.6 مايكروميتر (النطاق الأول)
- الازرق 0.6 - 0.7 مايكروميتر (النطاق الثاني)
- الاحمر 0.7 - 0.8 مايكروميتر (النطاق الثالث)
- الأحمر 0.7 - 1.1 مايكروميتر (النطاق الرابع)